# Квітки (слобожанський рід)
Квітки — старий український (черкаський, слобожанський) рід козацького старшинського походження гербу Лис.
Квітки з'являються в XVII столітті спершу на Полтавщині, де один з Квіток був гадяцьким полковником, а потім переселяються в Слобідську Україну, де Квітки теж бували полковниками різних слобідських полків і пов'язали своє ім'я з облаштуванням міста Харківа. Поряд із Донцями-Захаржевськими, Куликовськими, Шидловськими склали служилу дворянську еліту місцевого значення після московської анексії. Після розформування полкового устрою Слобожанщини в 1765 році влилися в загальноімперську аристократію, давши Російської імперії кілька генералів і губернаторів.
За легендою, викладеною знаменитим письменником і представником даного роду Григорієм Федоровичем Квіткою-Основ'яненком, рід Квіток один з найперших що з'явилися на Харківщині. Хлопчик-сирота Андрій, син опального московського боярина, за свою красу прозваний Квіткою закохується у красиву дочку київського воєводи. Разом зі своєю обраницею він тікає на майже незаселену тоді Слобожанщину, започаткувавши новий козацький рід.
Рід Квітка внесений в VI і II частини родовідної книги Харківської, Полтавської і Херсонської губерній.

## Історія роду за оповіданнямГ. Ф. Квітки-Основ’яненка
У 1843 році видатний письменник Григорій Федорович Квітка (працював під псевдонімом Основ’яненко) написав оповідання «Заснування Харкова. Старовинний переказ», де розповідає історію свого роду, а також історію заселення Слобожанщини (зокрема підіймається питання заснування Харкова).
Розповідь починається (спершу йде загальний вступ переказу) 13 червня 1604 року, з того, що до київського пана Ясенковського під’їхала підвода на якій був дуже хворий старий та дитина семи-восьми років. Після розпитування пан Ясенковський (його ім’я не було названо) дізнається, що Андрій, так звали хлопця, син опального московського боярина Афанасія (за часів Івана Грозного чи Бориса Годунова). Після того як Афанасій втік до Литви, він одружується з німкенею й оселяється у Ризі. Родина мала двох синів - Андрія та Григорія. Старий, на ім’я Агафон, був довіреним слугою боярина, який за дорученням батька повинен був привести дитину до Києва, але у дорозі захворів. Роз’яснювання хворого старого, дали деяку інформацію про хлопця, також старий казав, що серед його речей є папери та листи його батька. Сам старий швидко помирає, подальшу картину змогли роз’яснити оповіді хлопця (який розмовляв з німецьким акцентом), та речі знайдені у померлого. Серед знайденого були золоті та срібні монети різного номіналу у кількості п’ятдесят шість монет,  золотий хрестик, золотий ланцюг, але ніяких паперів знайдено не було. На думку пана, Агафон міг їх загубити коли вже був хворий. Майже єдине, що вказувало на походження Андрія було золоте розп’яття іноземної роботи, з вирізаними з оборотної сторони літерами. Сам текст важко читався, бо був зроблений людиною яка не розуміла мову, якою писала, а робила копію з тексту. Також частина літер мала німецький вигляд, також були зовсім незрозумілі знаки. З тексту на розп’ятті все, що змогли прочитати, що Андрій син боярина московського Афанасія, прізвище якого прочитати не змогли,  народжений 24 листопада 7102 року у Ризі. Слід зауважити, що до реформи московського царя Петра Олексійовича літочислення велося за Візантійським календарем який починався «від створення світу» (5509 рік до Різдва Христова). Тож 7102 рік, це 1593 рік в сучасному розумінні (хоч з віку Андрія повинен бути 1596 чи 1597 роки). З розповіді дитини взнали, що Григорія, молодшого брата Андрія, віддали тітці, сестрі батька, після того як мати дітей померла. Одного вечора батько Андрія повернувся додому зі словами, що він когось вбив і що йому та його сім’ї помстяться. Тож він наказує швидко та потай їхати Агафону з Андрієм до Київської Лаври, де вони повинні були зустрітися, сам же Афанасій повинен був забрати молодшого сина у сестри. Пан Ясенковський думаючи як назвати дитину, прийняв пропозицію своєї дружини назвати хлопця Андрієм Афанасійовичем Квіткою, бо дуже вже красивий був хлопчик, який став до вподоби дружині та доньці пана, наче квіточка. Щоб позбавити себе від неприємностей Ясенковський повинен був привести Андрія до Київського воєводи, неназваного «щирого ляха», який спочатку мав думку віддати хлопця у псарі, але потім на прохання дружини приставив його до трирічної доньки Марії, чи по іншому Масі (приблизно 1601 року народження). Далі розповідається як росли діти і як між ними чим далі тим більше розквітали почуття. Це завершилося тоді, коли воєвода вирішив одружити її з сановником, що приїхав з Кракова. Внаслідок цього Андрій з Масею утікають у напрямку Москви, де, як думав Андрій, він зможе знайти свою родину. Вони одружуються у Борисполі.  Під час подорожей Мася грає роль брата Андрія. На деякий час вони осідають на хуторі Гадяцького полку та живуть непомітно поки їх не знаходить Антон Муха, товариш Андрія,  разом з чотирма своїми побратимами. Разом вони вирушають у дорогу далі. Оскільки Марія була вагітна, вони часто робили зупинки, поки вона вже не мала можливості йти далі. З огляду на це, Андрій з товаришами 24 червня (на свято Івана Предтечі) осідають на березі річки у березовому гаю, серед вишневих садів, між непролазним бором и степами. Тут вони зробили курінь, своє перше постійне житло. Далі вони знайомляться з мешканцями Чугуєва, стрільцями та дітьми боярськими, від них отримують новини з Москви, про самозванців, про правління бояр та про встановлення влади царя Михайла Федоровича (першого Романова на престолі у 1613-1645 роках), якого ті дуже вихваляли. 
Андрій та Мася вирішують зостатися у цих краях, а сам Андрій вирішує більше не згадувати про Москву і про своє коріння, бо на його думку без точного визначення імені батька, паперів та доказів його звинуватять у брехні. Андрій оголошує себе «вільним козаком» Андрієм Квіткою.
Одного дня Андрій під час полювання, страдаючи від спраги, знайшов під горою джерело. Попивши води він засинає, а при пробудженні він побачив коло себе ченця, який назвався його братом Григорієм, що впізнав за хрестиком у Андрієві брата. Отець Онуфрій, а таке було нове ім’я Григорія, доповнює інформацію про батька. Батько після проводів Агафона дійсно поїхав до молодшого сина, але Афанасія,  звинуваченого у вбивстві сина польського чиновника, там знаходять та забирають солдати (він загинув у тюрмі), а самого Григорія разом зі всім скарбом боярина віддають родині померлого. У чотирнадцять років Григорій, який жив у злиднях серед родини вбитої його батьком  людини, зустрічає подорожуючих ченців і вирішує втекти з ними, також ставши ченцем. Андрій і Онуфрій приходять до Андрієвого куреня, де його чекає новина, Мася народила хлопчика. Дитині дають ім’я Афанасій; по-перше це ім’я батька братів, по-друге день коли він народився (5 липня) був днем святого Афанасія. Наступного дня з Чугуєва привозять для хрестин священника, а отець Онуфрій стає хрещеним хлопчика. Сама ж родина будує новий, вже постійний будинок.
Після ради між Андрієм та Мухою, та з благословення Онуфрія, Муха вирушає на Правобережжя де повинен зібрати переселенців для заселення цих вільних місць. Антон Муха виконує цей обов’язок та приводить цілі родини переселенців, які основують в навколишніх місцях хутори. Декілька родин селяться біля хати Квіток, чим започатковують слободу Основу. Муха неодноразово відбуває до Правобережжя і повертається з новими переселенцями які осаджують нові населені пункти на берегах Пселу, Ворскли та Донця. У самій Основі мешканці будують храм Івана Предтечі, на честь того дня коли Квітки прийшли до цих місць. В зв’язку з тим, що є вже існуючі фортеці Охтирка та Суми, Андрій вирішує також побудувати фортецю. Місце для того було вибрано на горі біля злиття річок Харків та Лопань.  
Силами отця Онуфрія, та з благословення Чернігівського владики, у 1646 році було побудовано храм Успіння Пресвятої Богородиці. Само місто було започатковано у тому ж році і названо за річкою на якій воно стояло, Харковом. На святі з нагоди заснування міста стріляли з гармат, які привезли з собою шляхтичі-переселенці Ковалевські, Зембровські та інші. 
Щоб надалі не було розмов про його походження Андрій Квітка позбувається хрестика, віддаючи його іконі Божої Матері. Його брат Онуфрій, засновує церкву святого Онуфрія біля джерел під горою, на тому місці де зустрілися з братом, з часом до його приєднуються декілька монахів з Правобережжя, що дає початок монастирю. Після смерті отця Онуфрія монастир на деякий час запустів. Поки полковник Григорій Донець на цій горі не започатковує новий (Курязький) монастир та храм Преображення Господнього, а під горою церква святого Онуфрія так й зосталася, відносячись до монастиря. Правнук Андрія, Григорій Семенович Квітка, у 1714 році заснував на Основі новий храм Івана Предтечі.
Син Андрія та Марії Квіток, Афанасій, став харківським полковим суддею, саме від нього пішов рід Квіток. На цьому оповідання закінчується. 
Само оповідання є не більше ніж казкою, ціллю якої є підвищити значення свого роду на фоні інших слобідських родів, має факти, які не відповідають історії Харкова, Слобідської та всієї України, що можливо відстежити у роботах В.Л. Маслійчука («Прагнення шляхетської козацької старшини Слобожанщини»), К.П. Щелкова («Хронологія Харківської губернії»),  Д. Г. Гумілевського (Філарета) («Історико-статистичний опис Харківської єпархії»). Серед головних невідповідностей можна вказати таке: в оповіданні вказано, що батько Марії (воєвода Київський) був щирим поляком (ляхом), але на час подій (1604 рік) воєводою був представник руської родини Острозьких (гілка Рюриковичів) князь Костянтин Василь Острозький. Також у діалогах оповідання постійно вказується «Малоросія», що на час подій (1604-1646) було не можливо, оскільки цей термін був нав’язаний Україні значно пізніше. Основа, родове гніздо Квіток, навколо якої частково відбуваються події оповіді було засноване Федором Григоровичем Донцем-Захаржевським і тільки у 1713 році придбане Григорієм Семеновичем Квіткою.

## Представники
- Афанасій (Опанас) Квітка — полковник Гадяцького козацького полку.
- Семен Опанасович Квітка — сотник Харківського козацького полку (1673), потім харківський полковий суддя.
- Григорій Семенович Квітка (помер в 1734 році) — полковник Харківського козацького полку. Онук полковника Гадяцького полку Опанаса Квітки, син харківського полкового судді Семена Опанасовича Квітки. Дружина Василина Єреміївна, уроджена Красновська.
- Іван Григорович Квітка (помер в 1751) — полковник Ізюмського слобідського козацького полку (1643—1651). Наказний полковник Харківського полку. Харківський полковий обозний. Невдовзі перед смертю його було призначено на посаду бригадира Слобідських козацьких полків. Був одружений з Параскевою Андріївною (Горленко), сестрою єпископа Білгородського та Обоянського Йоасафа.
- Роман Григорович Квітка — харківський полковий суддя. До цього обіймав посаду полкового хорунжого.
- Федір Іванович Квітка — колезький радник. У 1780-х рр. — городничий міста Харкова. Поміщик Харківського повіту. Маєтки в слободі Основа і в селі Верещаківка.
- Ілля Іванович Квітка (1745 р. — після 1814 р.) — харківський письменник, близький до духовенства. Відомий як автор історичного дослідження «Записки про слобідські полки з початку їх поселення до 1766 р.», «Короткий історичний опис Малої Росії до 1765 р. з додатком про запорізьких козаків».
- Олександра Гаврилівна Квітка (27.08.1800 — 25.12.1833) — похована в слободі Середній Бурлук Вовчанського повіту.
- Андрій Федорович Квітка (25.11.1774 — 6.04.1844) — сенатор. На військовій службі з 1785 року, у відставці з 1798, підполковник. З 1810 по 1828 роки — Харківський губернський предводитель дворянства. З 1828 року Псковський губернатор. Похований в сл. Основа під церквою. Дружина — дочка генерал-лейтенанта Бердяєва — Єлизавета. Діти: Марія (1811), Валеріан (1812).
- Григорій Федорович Квітка (Основ'яненко)(18.11.1778 — 8.08.1843) — письменник, похований на Холодногірському кладовищі з дружиною Ганною Григорівною, уродженою Вульф (17.05.1800 — 31.01.1852).
- Валеріан Андрійович Квітка (1812 — 28.03.1871) — гвардії штабс-капітан. Похований в сл. Основа під лівим крилосом Предтечівської церкви, ним побудованої, разом з дружиною Єлизаветою Карлівною (? — 23.04.1889).
- Іван Степанович Квітка (? — 30.09.1872) — похований в усипальниці під Софійською церквою в с. Мала Олексіївка Харківського повіту.
- Йосип Миколайович Квітка (7.03.1830 — 26.10.1886) — похований в сл. Маслівка Зміївського повіту разом з отцем Юрієм Миколайовичем Квіткою (12.03.1794 — 13.02.1868).
- Юрій Миколайович Квітка (23.09.1824 — 3.02.1889) — штабс-ротмістр, похований у Харкові на Усікновенському кладовищі.
- Климент Васильович Квітка — (23 січня (4 лютого) 1880 — 19.09.1953) — український і радянський музикознавець-фольклорист. Чоловік Лесі Українки — Лариси Петрівни Косач-Квітки.
- Андрій Миколайович Квітка (? — 15.11.1904) — генерал-майор, похований у Харкові на Усікновенському кладовищі.

## Маєтки

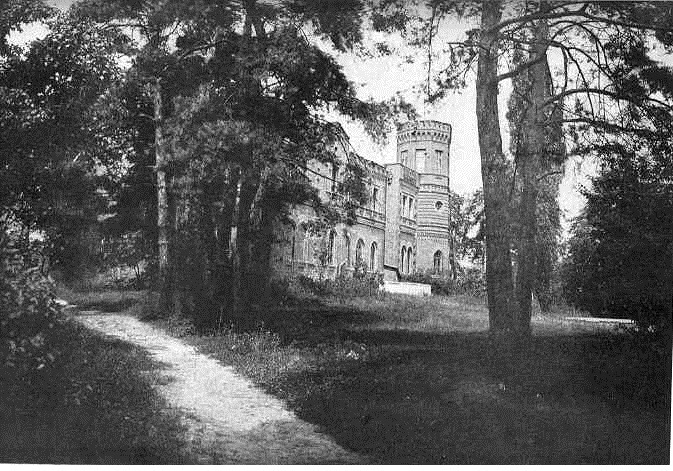
Палац Квіток в слободі Основі. Побудований в 60-70 роках ХІХ сторіччя.

- Слобода Основа (з 1713 року) — Була куплена у Донців-Захаржевських полковником Григорієм Семеновичем Квіткою в 1713 році. Всередині XIX сторіччя увійшла до складу міста Харків. Історичний район Харкова Стара Основа. Частина району де були побудовані в XIX ст. прибуткові будинки, з часом почала іменуватися Москалівка. Друга частина, забудована приватними одноповерховими будинками, має назву Новоселівка. Розділяє їх Основ'янський міст. Саме за назвою родового маєтку відомий представник роду — письменник Григорій Федорович Квітка — взяв собі творчий псевдонім Основ'яненко. Крім нього таку форму прізвища — Квітка-Основ'яненко, в родині ніхто не використовував.
- Село Верещаківка (не пізніше 1722 року) — згідно Перепису слобідських полків, зробленого гвардії майором Хрущовим у 1732 році, село Верещаківка належала Харківському полковнику Григорію Квітці. Згідно «Економічним приміткам до Харківського повіту 1782 року», сільце Верещаківка було у володінні поручника Андрія Григоровича Квітки та військових обивателів міста Харкова. На той час, у сільці був дерев’яний панський будинок, дача була по обидві сторони річки.

## Топоніми
У Харкові залишилася пам'ять про родину у топонімах міста. Назви декількох вулиць пов’язані з представниками родини.  Крім того один з парків міста названо на честь представника родини.

### Вулиці
- Вулиця Квіткинська – назва вулиці пов’язана з Андрієм Валеріановичем Квіткою, який розпродавав свої землі під заселення.
- Вулиця Валер'янівська - назва вулиці пов’язана з Валеріаном Андрійовичем Квіткою.
- Вулиця Квітки-Основ'яненка – вулицю  названа на честь відомого українського письменника і драматурга Григорія Федоровича Квітки (Основ'яненко — його творчий псевдонім, взятий по родовому маєтку Основи).
- 25 квітня 2024 року у місті Дергачі вулицю Гагаріна перейменували на вулицю Квіток[1].

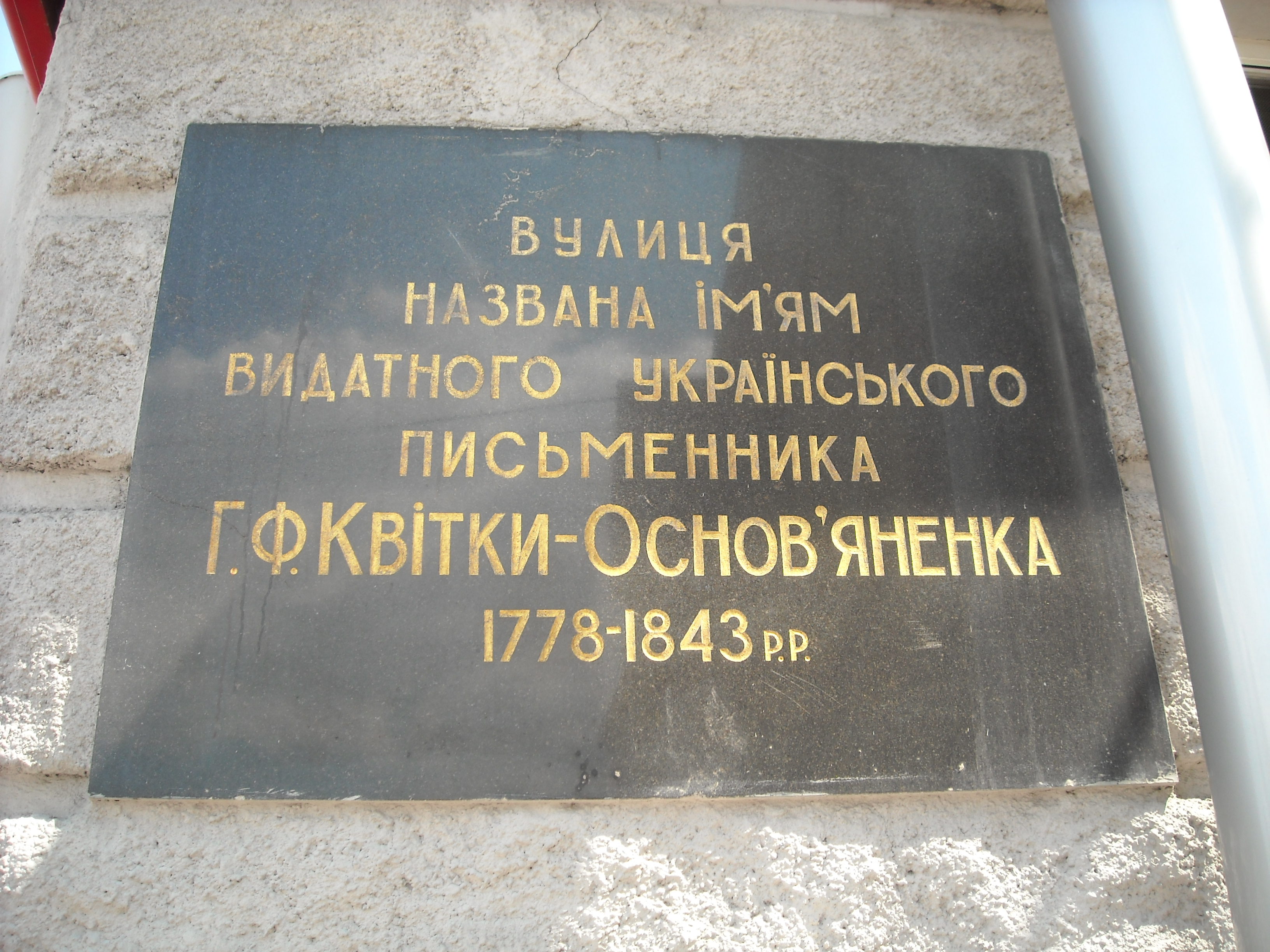
Пам'ятна дошка на вулиці Квітки-Основ'яненка в Харкові.
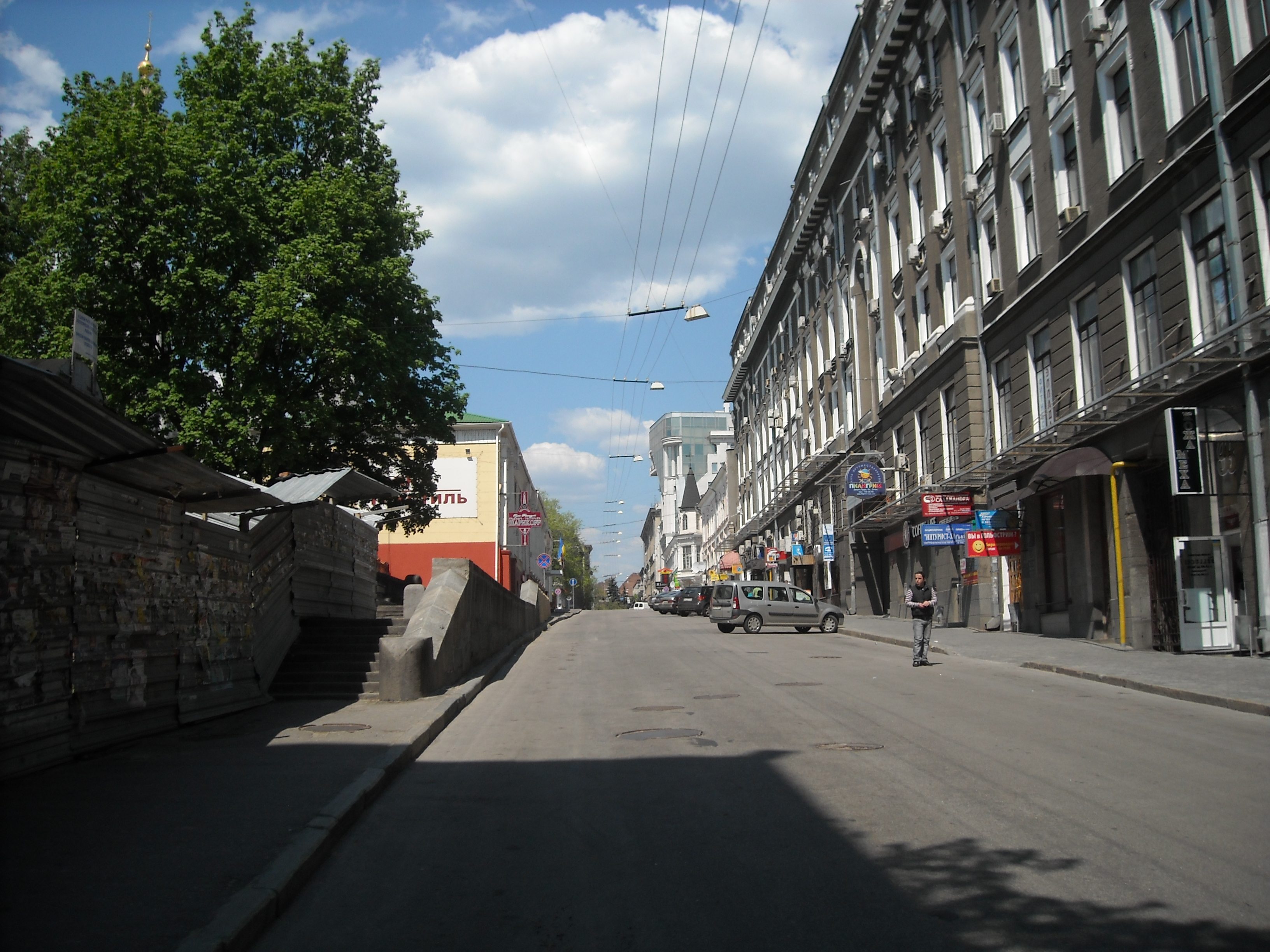
Вулиця Квітки-Основ'яненка в Харкові.

### Провулки
- Провулок Валер'янівський - назва провулка пов’язана з Валеріаном Андрійовичем Квіткою.

### Парки
- Парк ім. Квітки-Основ'яненка - парк  названо на честь Григорія Федоровича Квітки (Основ'яненко). Парк розташований в історичному районі Стара Основа. До даного парку раніше примикала садиба родини Квіток. Це було родове помістя даного сімейства. Будівля втрачена, парк в значній частині був вирубаний під приватну забудову.

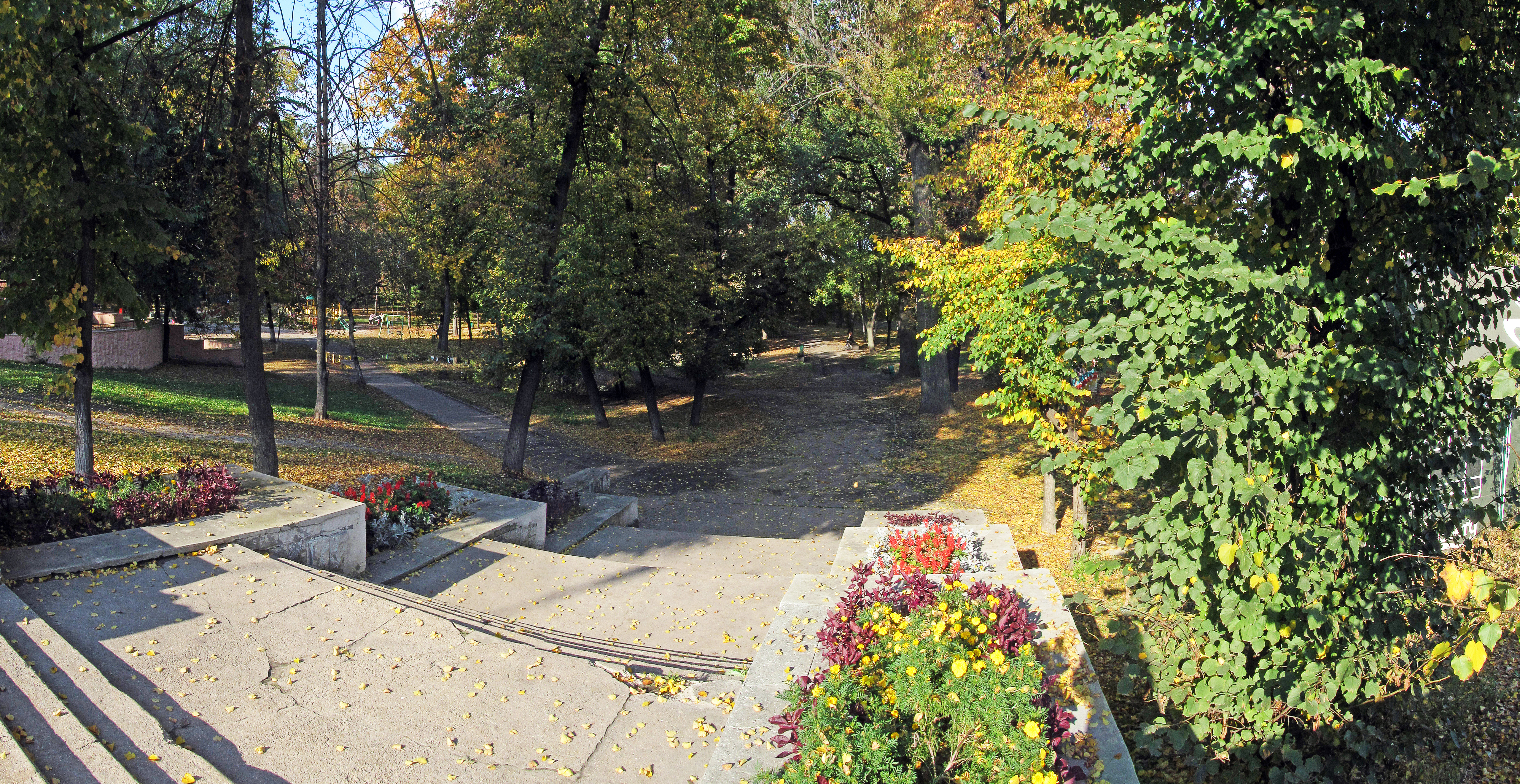
Парк ім. Квітки-Основ'яненка

## Цікаві факти
- На вулиці Квітки-Основ'яненка є встановлений в 1994 році пам'ятник Григорію Федоровичу Квітці-Основ'яненку, створений скульптором Семеном Якубовичем і архітектором Юрієм Шкодовським.

- У 2008 роки в серії «Видатні особистості України» Національним банком України була випущена монета номіналом в 2 гривні, присвячена Г. Ф. Квітці-Основ'яненку. Автор ескізів і моделей — Володимир Атаманчук.

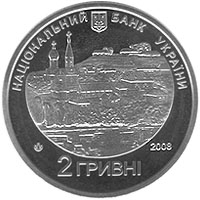
Монета України 2 гривні. Квітка-Основ'яненко Г.Ф. 2008 Аверс
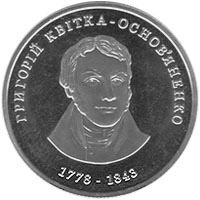
Монета України 2 гривні. Квітка-Основ'яненко Г.Ф. 2008 Реверс

- До 1917 року в Харкові за адресою Карповський пров. № 7 існувало 28-ме Приходське училище в ім'я Квітки-Основ'яненка[2]